# 陳信遠
陳信遠（1998年5月20日—），台灣男子羽球運動員，前土地銀行羽球隊隊員。

## 選手生涯
陳信遠八歲時跟隨哥哥的腳步加入學校羽球隊，大學升上甲組，後來加入土地銀行羽球隊，從2019年開始與林煜傑搭檔，兩人的組合在當年的中華台北公開賽首次於國際賽出場。在這項賽事的隔周，兩人前往澳洲參加在當地接續舉行的世界羽聯第三等別賽事。他們先是在阿得雷德舉行的南澳洲國際賽晉級四強；一周後在雪梨國際賽男子雙打決賽擊敗菲律賓組合，獲得個人生涯首冠。同年底，陳信遠與林煜傑在美國國際挑戰賽奪下第二座國際賽冠軍。
2022年10月，陳信遠搭檔楊景惇在雪梨羽毛球國際賽決賽以直落二（21-19、21-15）戰勝隊友柏禮維／張淨惠。
2024年6月，陳信遠與張課琦搭檔後首次參加國際賽，即於超級100級別的高雄羽球大師賽男子雙打決賽擊敗陳子睿／林煜傑，奪得個人生涯首座世界羽聯世界巡迴賽冠軍。高雄大師賽結束後，兩人在隔周舉行的美國羽毛球公開賽晉級準決賽。

## 主要比賽成績
只列出曾進入準決賽的國際賽事成績：
| 年份   | 賽事                 | 公開賽級別 | 項目     | 搭檔   | 成績   |
| ------ | -------------------- | ---------- | -------- | ------ | ------ |
| 2019年 | 南澳洲羽毛球國際賽   | 國際挑戰賽 | 男子雙打 | 林煜傑 | 準決賽 |
| 2019年 | 雪梨羽毛球國際賽     | 國際系列賽 | 男子雙打 | 林煜傑 | 冠軍   |
| 2019年 | 美國羽毛球國際挑戰賽 | 國際挑戰賽 | 男子雙打 | 林煜傑 | 冠軍   |
| 2022年 | 雪梨羽毛球國際賽     | 國際系列賽 | 混合雙打 | 楊景惇 | 冠軍   |
| 2024年 | 高雄羽球大師賽       | 超級100賽  | 男子雙打 | 張課琦 | 冠軍   |
| 2024年 | 美國羽球公開賽       | 超級300賽  | 男子雙打 | 張課琦 | 準決賽 |

| 2018-2026年 | 總決賽 | 超級1000賽 | 超級750賽 | 超級500賽 | 超級300賽 | 超級100賽 | 國際挑戰賽 | 國際系列賽 | 未來系列賽 | 其他 |

## 外部連結
- 陳信遠在BWFBadminton.com（英语）
- 陳信遠在BWF.TournamentSoftware.com（英语）
- 陳信遠在Flashscore（英语）